# Triptyque Mai-Juin 1973
Triptyque Mai-Juin 1973 est un triptyque du peintre d'origine irlandaise Francis Bacon (1909–1992) achevé en 1973.

## Histoire
Ce tableau à l'huile sur toile a été peint à la mémoire de son amant George Dyer, qui s'est suicidé dans l'hôtel des Saint-Pères à Paris, l'avant-veille de la rétrospective de l'artiste au Grand Palais de Paris en octobre 1971. Le triptyque est une description des moments qui précédèrent la mort de Dyer. Bacon a été très affecté par le suicide de Dyer durant ses vingt dernières années, au cours desquelles il a peint un certain nombre de travaux sur ce même thème. Il a confié à des amis qu'il ne s'était jamais complètement remis du drame, et que la réalisation de ce triptyque était une manière d'exorciser le sentiment d'absence et de culpabilité.
Le tableau est stylistiquement plus statique et monumental que les triptyques précédents de Bacon. La peinture a été décrite comme l'une de ses « réalisations suprêmes », et est généralement considérée comme sa toile la plus intense et la plus tragique. Sur les trois triptyques que Bacon a peint en réaction à la mort de Dyer, Mai-Juin 1973 est généralement considéré comme le plus abouti. En 2006, Sarah Crompton, critique d'art pour le Daily Telegraph, écrit à propos de l’œuvre que « l'émotion s'infiltre dans chaque niveau de cette toile géante ... la puissance et le contrôle du pinceau de Bacon coupe le souffle. » En 1989, le tableau s'est vendu chez Sotheby's pour 6 270 000 USD, le prix le plus élevé atteint à l'époque pour une œuvre de Bacon
(Le dernier record étant Trois études de Lucian Freud (1969), adjugé pour la somme de 142,4 M$ par Christie's New-York le 12 novembre 2013, devenant ainsi le record mondial pour une œuvre de Francis Bacon et le tableau le plus cher du monde.).